# Peter Klitgaard
Peter Klitgaard (* 9. April 1943 in Kopenhagen) ist ein dänischer Kameramann.

## Werdegang
Der Sohn des Schriftstellers Mogens Klitgaard schloss 1965 seine Ausbildung als Werbefilmer ab und kam danach als Kameraassistent zu Nordisk Film. Seit Ende der 1960er Jahre drehte er auch Spielfilme als hauptverantwortlicher Kameramann, darunter drei Filme der Olsenbande. Er drehte jedoch auch zahlreiche Dokumentarfilme, wo er in einigen Fällen auch Regie führte.
Von 1973 bis 1976 war er im Rahmen eines Filmunterrichtsprojekts der staatlichen dänischen Entwicklungsorganisation Danida in Tansania stationiert. 
Seit 1970 lehrte Klitgaard als Gastdozent an der Dänischen Filmschule; von 2000 bis 2009 war er dort fest als Abteilungsleiter angestellt. Daneben unterrichtete er auch am European Film College in Ebeltoft, am Media College Denmark in Viborg sowie bei Danmarks Radio.

## Auszeichnungen
- 1985: Robert – Beste Spezialeffekte für Hodja fra Pjort (mit Peter Høimark)
- 1995: Prix Leonardo
- 2005: Odense International Film Festival – Besondere Erwähnung für I Danmark er jeg født

## Filmografie
- 1966: Krybskytterne på Næsbygaard (Kameraassistenz)
- 1966: Tre små piger (Kameraassistenz)
- 1966: Es war einmal ein Krieg (Der var engang en krig; Tonassistenz)
- 1966: Naboerne (Tonassistenz)
- 1967: Mig og min lillebror (Second-Unit-Kamera)
- 1967: Far laver sovsen (Kameraassistenz)
- 1967: Det er ikke appelsiner – Det er heste (Kameraassistenz)
- 1967: Vergiß nicht, deine Frau zu küssen (Elsk din næste; Regieassistenz und ergänzende Aufnahmen)
- 1967: Jeg er sgu min egen (Kameraassistenz)
- 1967: Cirkusrevyen 1967
- 1967: Paarungen (Kameraassistenz)
- 1967: Prinsesse Margrethes bryllup (Dokumentation)
- 1968: Die Olsenbande (Olsen-banden; Kameraassistenz)
- 1968: Det er så synd for farmand (Kameraassistenz)
- 1968: Det var en lørdag aften (Kameraassistenz)
- 1968: Dage i min fars hus (Kameraassistenz)
- 1968: Sådan er de alle (Kameraassistenz)
- 1969: Die Olsenbande in der Klemme (Olsen-banden på spanden; Kameraassistenz)
- 1969: Stine og drengene (Kameraassistenz)
- 1969: Geld zum zweiten Frühstück (Tænk på et tal; Kameraassistenz)
- 1969: Hvor er magten blevet af? (Dokumentation; Kameraassistenz)
- 1970: The Only Way (Second-Unit-Kamera)
- 1971: Det er nat med fru Knudsen
- 1971: King Lear (Kameraassistenz)
- 1971: Narko (Dokumentation)
- 1972: Nu går den på Dagmar
- 1972: Dage på Fulton (Dokumentation)
- 1973: Det sker ikke for mig (Dokumentation)
- 1973: Dansk Fisk (Dokumentation)
- 1974: Vejen til vælgerne (Dokumentation; auch Regie)
- 1974: Der (voraussichtlich) letzte Streich der Olsenbande (Olsen-bandens sidste bedrifter; Kameraassistenz)
- 1975: Dansk vejr (Dokumentation)
- 1976: Spøgelsestoget (Second-Unit-Kamera)
- 1976: Mejeririgtig eksport (Dokumentation)
- 1976: Monarki og demokrati (Dokumentation)
- 1977: Skytten (Second-Unit-Kamera)
- 1977: Forberedt – også på det værste (Dokumentation)
- 1977: Før det er for sent (Dokumentation)
- 1977: En forårsdag i helvede (Dokumentation)
- 1977: De 141 dage (Dokumentation)
- 1977: Helsingør gasværk (Dokumentation)
- 1978: Die Olsenbande steigt aufs Dach (Olsen-banden går i krig; ergänzende Aufnahmen)
- 1978: Carl Nielsen 1865–1931 (Dokumentation)
- 1979: Charly & Steffen
- 1979–1981: Die Leute von Korsbaek (Matador, Fernsehserie; ab Staffel 2)
- 1979: At danse Bournonville (Dokumentation)
- 1979: En lille græsk ø (Dokumentation)
- 1980: Lemmingernes gåde (Dokumentation)
- 1980: Dea Trier Mørch (Dokumentation)
- 1980: Supertanker (Dokumentation)
- 1981: Die Olsenbande fliegt über die Planke (Olsen-bandens flugt over plankeværket)
- 1981: Die Olsenbande fliegt über alle Berge (Olsen-banden over alle bjerge)
- 1981: Jeppe på bjerget (Second-Unit-Kamera)
- 1982: Tre engle og fem løver (Second-Unit-Kamera)
- 1982: Kidnapning (Second-Unit-Kamera)
- 1983: Fyraften (Fernsehfilm)
- 1983: Kurt und Valde – Ganoven mit Charme (Kurt og Valde; Second-Unit-Kamera)
- 1983: Men det var godt betalt (Dokumentation)
- 1984: Et væddeløb (Kurzfilm)
- 1984: Fremtidens børn (Dokumentation; Second-Unit-Kamera)
- 1985: Hodja fra Pjort
- 1986: Take it easy
- 1986: Mord im Dunkeln (Mord i mørket)
- 1986: Walter og Carlo – Yes det er far (Second-Unit-Kamera)
- 1986: Tidevand (Dokumentation; auch Regie)
- 1986: Den vide verden (Dokumentation)
- 1987: Babettes Fest (Babettes gæstebud; Second-Unit-Kamera)
- 1987: Kampen om den røde ko
- 1988: Elskere (Fernsehfilm)
- 1988: Mord i Paradis (ergänzende Aufnahmen)
- 1988: Tivoli mit Tivoli (Dokumentation)
- 1988: Harry Belafonte – en samtale (Fernsehdokumentation)
- 1989: Et andet liv (Fernsehfilm)
- 1990: At bygge et skib (Dokumentation)
- 1991: Rasmus (Dokumentation; auch Regie und Produktion)
- 1991: Con Spirito – en film om Carlo Zecchi (Dokumentation)
- 1992: Snøvsen
- 1992: En plads i skolen (Dokumentation)
- 1992: Den grønne olie (Dokumentation)
- 1993: Schwarze Ernte (Sort høst; Second-Unit-Kamera)
- 1993: Gennem lydmuren (Kurzfilm)
- 1993: 100 meter fri (Kurzfilm)
- 1994: Min fynske barndom (Kameraassistenz)
- 1994: Snøvsen ta'r springet (Kameraassistenz)
- 1994: Frugtbarhedsklinikken (Fernsehdokumentation)
- 1995: Splat (Fernsehfilm)
- 1995: Underholdningschefen (Fernsehfilm)
- 1996: Fede tider
- 1997: Skæbnetimen (Kurzfilm; Produktion und Standfotografie)
- 1998: Der (wirklich) allerletzte Streich der Olsenbande (Olsen-bandens sidste stik)
- 1998: Laslos tema (Kurzfilm; Produktion und Standfotografie)
- 2000: Pyrus på pletten
- 2003: Cirkustur (Kurzfilm)
- 2005: I Danmark er jeg født (Dokumentation; auch Regie)
- 2013: Det skinbarlige øje (Dokumentation; auch Regie)
- 2014: Niels Jensen og Neorealisterne (Dokumentation; auch Regie)